# نورکیه‌وو
نورکیه‌وو (انگلیسی: Nurkeyevo) یک شهرک در شهرستان تویمازینسکی استان باشقیرستان کشور روسیه است.